# Raheem Sterling
Raheem Shaquille Sterling (Kingston, 8. prosinca 1994.) engleski je nogometaš koji trenutačno igra za engleski nogometni klub Chelsea. Sterling je rođen u Kingstonu i emigrirao je sa sedam godina s majkom za Englesku. Započeo je svoju profesionalnu karijeru u Liverpoolu. Debitirao je u ožujku 2012. godine protiv Wigan Athletica i postao tako treći najmlađi debitant u povijesti Liverpoola. U srpnju 2015. godine, Sterling je prešao iz Liverpoola u Manchester City za 62,3 milijuna eura. Taj transfer je tada postao najskuplji transfer ikada u engleskom nogometu. Za Manchester City je odigrao svoju prvu utakmicu 10. listopada iste godine protiv West Bromwich Albiona, a prvi pogodak je pao devetnaest dana kasnije protiv Watforda. U studenom 2012. godine je debitirao za Englesku protiv Švedske, iako je imao i mogućnost nastupati za jamajčansku nogometnu reprezentaciju. Engleski nogometni izbornik objavio je u svibnju 2016. popis za nastup na Europskom prvenstvu u Francuskoj, na kojem je se nalazio Sterling. Sterling je započeo Europsko prvenstvo u prvih jedanaest protiv Rusije i Walesa. Nakon kritika od strane navijača, Sterling nije igrao u posljednoj utakmici u skupini protiv Slovačke. U osmini finala protiv Islanda je sudac dodijelio jedanaesterac Engleskoj u prvih 5 minuta nakon prekršaja Hannesa Halldórssona na Sterlinga. Jamie Vardy je reprezentativca jamajčanskih korijena zamijenio nakon sat vremena. S porazom protiv Islanda, Engleska se nije uspjela plasirati u četvrtfinale Europskog prvenstva.

## Vanjske poveznice
- Profil na Transfermarktu
- Profil na Soccerwayu  Arhivirana inačica izvorne stranice od 29. travnja 2016. (Wayback Machine)